# Republiek Noord-Ingermanland
De Republiek Noord-Ingermanland (Fins: Pohjois-Inkeri) was een kort bestaande staat in het zuidelijke deel van de Karelische Landengte. De republiek scheidde zich na de Oktoberrevolutie af van Rusland. De republiek probeerde een integratie met Finland te bewerkstelligen, maar na de Vrede van Tartu werd het land opnieuw bij Rusland gevoegd. Het gebied werd ook wel Republiek Kirjasalo (Fins: Kirjasalon tasavalta) genoemd.